# Временно доступен
Временно доступен — еженедельное ток-шоу, выходившее на телеканале «ТВ Центр» с июля 2008 по февраль 2015 года. Победитель телевизионного конкурса «ТЭФИ—2014» в номинации «Вечернее ток-шоу».

## Описание проекта
В телевизионную студию приглашаются известные люди: спортсмены, политики, музыканты, актёры и так далее. На протяжении часа известной личности задаются вопросы двумя ведущими. Разговор ведётся на злободневные темы, касающиеся любой стороны жизни (часто не связанные с основным родом занятия приглашённого гостя). В начале существования программы в студии был установлен телефон, по которому задать вопросы могли телезрители. «Цель этой еженедельной программы — новое знакомство зрителей с известными в стране людьми».

## История проекта
Ток-шоу стало очередным проектом с участием Дмитрия Диброва после его двухлетнего отсутствия на телевидении. Гостем первого выпуска стал Александр Градский.
Изначально вместе с Дибровым передачу вёл Игорь Васильков, которого Дибров в 1993 году привёл в программу «Времечко». Затем его сменил журналист Дмитрий Губин. В сентябре 2011 года соведущим стал Александр Карлов (после увольнения Дмитрия Губина). С ноября 2014 года соведущей Диброва стала Ольга Шелест.
27 июня 2014 года передача стала лауреатом индустриальной телевизионной премии «ТЭФИ» в номинации «Вечернее ток-шоу» категории «Вечерний прайм», премию получил Дмитрий Дибров.
Последний выпуск программы состоялся 6 февраля 2015 года. Последний гость в студии программы — Константин Ремчуков, главный редактор «Независимой газеты». Причина закрытия — низкие рейтинги. Информацию о закрытии передачи Дмитрий Дибров подтвердил в декабре 2015 года.